# Kurvedağ
Kurvedağ är ett berg i Azerbajdzjan.   Det ligger i distriktet Qusar Rayonu, i den centrala delen av landet, 190 km nordväst om huvudstaden Baku. Toppen på Kurvedağ är 3 849 meter över havet, eller 498 meter över den omgivande terrängen. Bredden vid basen är 3,7 km.
Terrängen runt Kurvedağ är huvudsakligen bergig, men den allra närmaste omgivningen är kuperad. Runt Kurvedağ är det ganska tätbefolkat, med 58 invånare per kvadratkilometer.. Närmaste större samhälle är Xınalıq, 15,9 km öster om Kurvedağ. 
Trakten runt Kurvedağ består i huvudsak av gräsmarker.